# 1946-os finn labdarúgó-bajnokság (első osztály)
Az 1946-os finn labdarúgó-bajnokság (Mestaruussarja) a finn labdarúgó-bajnokság legmagasabb osztályának tizenhatodik alkalommal megrendezett bajnoki éve volt. A pontvadászat 8 csapat részvételével zajlott. A bajnokságot a VIFK Vaasa csapata nyerte.

## Bajnokság végeredménye
| # | Csapat            | M  | Gy | D | V  | RG | KG | Pont |
| - | ----------------- | -- | -- | - | -- | -- | -- | ---- |
| 1 | VIFK Vaasa        | 14 | 10 | 2 | 2  | 46 | 18 | 22   |
| 2 | TPS Turku         | 14 | 8  | 2 | 4  | 40 | 22 | 18   |
| 3 | VPS Vaasa         | 14 | 8  | 2 | 4  | 27 | 16 | 18   |
| 4 | HPS Helsinki      | 14 | 7  | 3 | 4  | 23 | 11 | 17   |
| 5 | KIF Helsinki      | 14 | 6  | 3 | 5  | 25 | 32 | 15   |
| 6 | Sudet Viipuri     | 14 | 5  | 2 | 7  | 36 | 29 | 12   |
| 7 | KPT Kuopio        | 14 | 3  | 3 | 8  | 18 | 33 | 9    |
| 8 | Drott Pietarsaari | 14 | 0  | 1 | 13 | 16 | 70 | 1    |

- A Sudet Viipuri a hazai mérkőzéseit Helsinkiben játszotta.

- TPV Tampere  2-5 VIFK Vaasa
- VIFK Vaasa  0-1 TPV Tampere
- VIFK Vaasa  5-1 TPV Tampere

## Külső hivatkozások
- Hivatalos honlap (finnül)
- Finnország – Az első osztály tabelláinak listája az RSSSF-en (angolul)